# Ron (chanteur)
Pour les articles homonymes, voir RON.
Rosalino Cellamare, connu sous le nom de scène Ron, né le 13 août 1953 à Dorno en Lombardie, est un chanteur italien.

## Biographie
Rosalino Cellamare est né en 1953 à Dorno dans la province de Pavie. Il grandit à Garlasco, à quelques kilomètres de là. Son père Savino est négociant en huile d'olive, tandis que son frère aîné Italo est pianiste et l'initie à la musique.
Il prend des cours de chant, et est inscrit très jeune à divers concours de chant. Lors d'un de ces concours, il est remarqué par un découvreur de talents de la RCA italienne. Il se rend à Rome avec son père, qui signe un contrat (Rosalino étant encore mineur). À 16 ans, il débute aussi au Festival de Sanremo, avec Nada,.
Il adopte le pseudo de Ron en 1979. Ses premiers grands succès arrivent en 1980 avec l'album Una città per cantare (dont les paroles sont coécrites avec Lucio Dalla). Il reçoit de nombreux prix au cours de sa carrière, dont deux Lunezia Awards,, le Venice Music Award, le prix de la critique Mia Martini et le prix Bindi. En 1996, associé à Tosca, il remporte le Festival de Sanremo avec la chanson Vorrei incontarti fra cent'anni.

### Carrière cinématographique
Il a également obtenu de petits rôles cinématographiques, grâce aux réalisateurs Giuliano Montaldo et Vittorio De Sisti.

## Discographie
Ron enregistre plus de vingt albums au cours de sa carrière. Ses plus célèbres chansons sont Joe Temerario, Apri le braccia e poi vola, Attenti al lupo, Non abbiam bisogno di parole, Tutti tutti tutti abbiamo un angelo et surtout Vorrei incontarti tra cent'anni.